# Chancha Vía Circuito
Pedro Canale plus connu sous son nom de scène Chancha Vía Circuito est un producteur, DJ/remixeur et compositeur originaire du Grand Buenos Aires en Argentine.
Son style de musique est caractérisé par la fusion de la musique électronique et de la cumbia. Sa musique a figuré dans la bande-son de la série Breaking Bad.
Le nom de Chancha Via Circuito provient du surnom donné par les locaux au train qui relie la banlieue au centre de la capitale argentine.

## Biographie
Pedro Canale fait ses débuts en 2007 dans un club de Buenos Aires, dont émergera le label ZZK Records. Il obtient une reconnaissance avec la sortie de son deuxième album, Río Arriba, en 2010.
Son troisième album, Amansara (2014), est publié aux Etats-Unis par Wonderwheel Recordings, et en Europe par Crammed Discs.

## Discographie

### Albums
- Rodante (2008, ZZK Records)
- Río Arriba (2010, UltraPop/ZZK Records)
- Amansara (2014, Wonderwheel Recordings)
- Bienaventuranza (2018, Wonderwheel Recordings)
- La Estrella (2022, Wonderwheel Recordings)

### Singles et EPs
- Bersa Discos (2008)
- Rodante (2008)
- Semillas EP (2012)
- Coplita (2014)

### DJ Mixes
- Río Arriba Mixtape (2010, ZZK Records)
- Los Pastores Mixtape (2010, XLR8R)
- Mixtape Cumbiero - European Tour 2013 (2013, ZZK Records)